# Jüdischer Friedhof (Lüneburg)

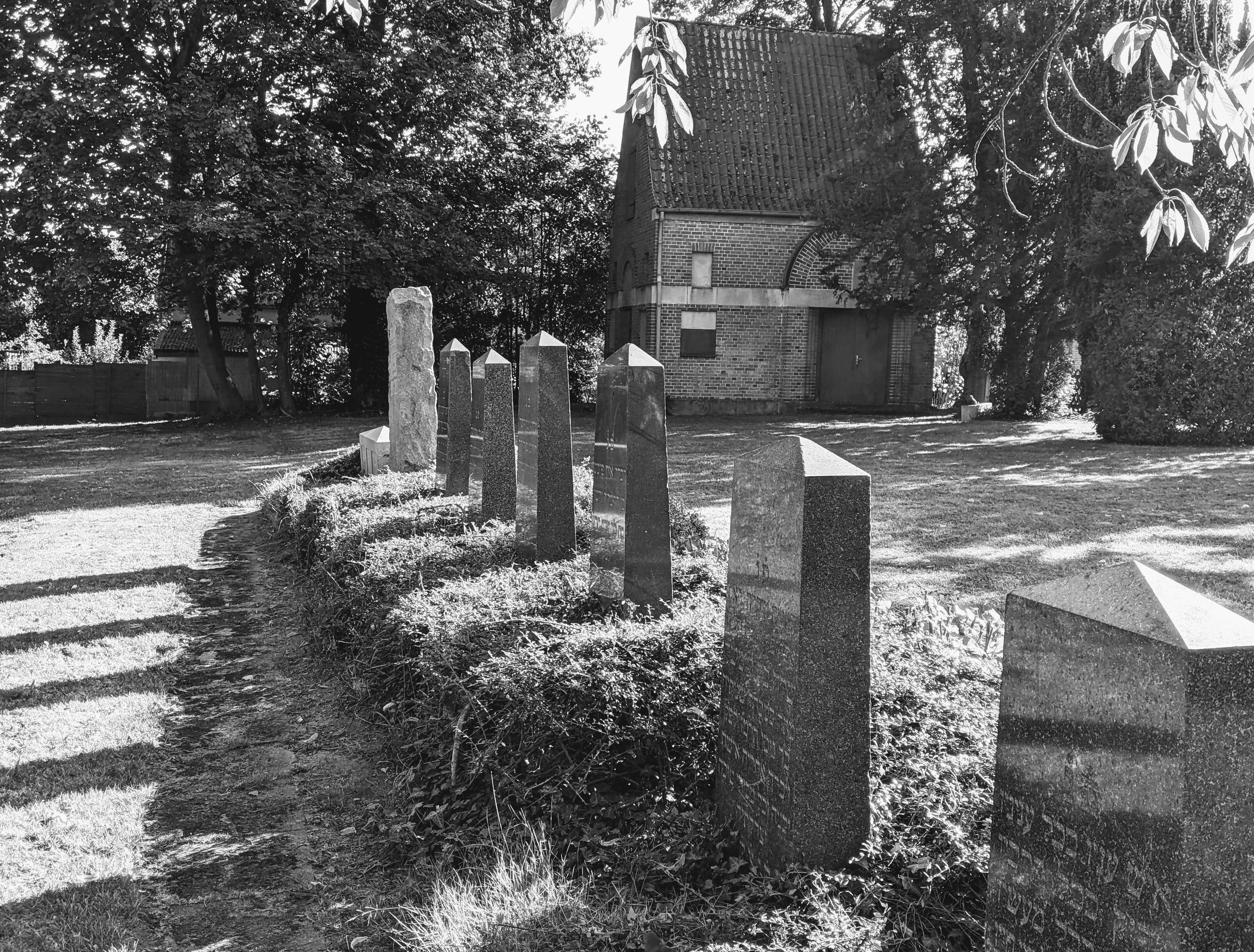
Jüdischer Friedhof Lüneburg mit Trauerhalle

Der Jüdische Friedhof Lüneburg in der Stadt Lüneburg im niedersächsischen Landkreis Lüneburg ist ein geschütztes Kulturdenkmal.
Auf dem 2082 m² großen jüdischen Friedhof, der Am Neuen Felde 10 liegt, befinden sich 14 Grabsteine. Diese waren beim Bau eines in der NS-Zeit errichteten Behelfsheimes des RAD verwendet worden und tauchten 1967 beim Abriss des Heimes unter den Fundamenten auf.

## Geschichte
Der Friedhof wurde im Jahr 1823 angelegt. Vorher hatten die Lüneburger Juden rund 140 Jahre lang ihre Toten auf dem rund 40 km entfernt gelegenen Jüdischen Friedhof Harburg bestattet.
Bei den Novemberpogromen wurde der Friedhof am 9. November 1938 verwüstet. Grabsteine wurden umgestoßen und die Grünflächen zerstört. Im Jahr 1939 fand noch eine letzte Beerdigung statt. Die umgestürzten Grabsteine wurden 1944 als Fußboden für ein Behelfsheim des RAD auf dem Nachbargrundstück benutzt.
1952 ging der Friedhof in den Besitz der Jewish Trust Corporation (JTC) über, 1960 wurde er dem Landesverband der Jüdischen Gemeinden von Niedersachsen übergeben. Die in der NS-Zeit beschädigte Kapelle wurde 1960 instand gesetzt. Im Jahr 1965 setzte die Stadt einen Gedenkstein für die Lüneburger Juden. Im städtischen Stadtplan ist dieser Friedhof allerdings bis heute nicht zu finden.